# Sapyga gussakovskii
Sapyga gussakovskii (лат.) — вид ос-сапиг из подсемейства Sapyginae (Sapygidae).

## Распространение
Закавказье: Армения. Греция (включая Крит), Турция.

## Описание
Длина тела 14 мм. Мандибулы жёлтые, жгутик усика оранжевый. Ноги, как и почти всё тело светлоокрашенные, частично жёлтые (тазики, голени, лапки) и частично чёрно-бурые (бёдра). На 1-м и 2-м тергитах брюшка есть жёлтые перевязи. 1-й стернит брюшка чёрный с 2 желтоватыми пятнами. Переднеспинка имеет прямоугольные боковые углы. На среднеспинке есть полулунное жёлтое пятно. Бока заднегруди с блестящим участком. Переднее крыло с явственно выгнутой первой радиомедиальной жилкой.